# Ashley Mote
Ashley Mote (n. 25 ianuarie 1936, Londra, Anglia, Regatul Unit – d. 30 martie 2020) a fost un om politic britanic, membru al Parlamentului European în perioada 2004-2009 din partea Regatului Unit.